# Clematoclethra
Clematoclethra é um género botânico pertencente à família Actinidiaceae.
1. ↑  «Clematoclethra — World Flora Online». www.worldfloraonline.org. Consultado em 19 de agosto de 2020